# Tortula astoma
Tortula astoma är en bladmossart som beskrevs av Schiffner 1908. Tortula astoma ingår i släktet tussmossor, och familjen Pottiaceae. Inga underarter finns listade i Catalogue of Life.